# Confession (album)
Confession è il secondo album in studio del gruppo musicale statunitense Ill Niño, pubblicato il 30 settembre 2003 dalla Roadrunner Records.

## Tracce
1. Te amo... I Hate You – 3:33
2. How Can I Live – 3:17
3. Two (vaya con Dios) – 3:23
4. Unframed – 3:22
5. Cleansing – 3:45
6. This Time's for Real – 3:27
7. Lifeless... Life... – 2:48
8. Numb – 4:06
9. Have You Ever Felt? – 3:18
10. When It Cuts – 2:47
11. Letting Go – 3:18
12. All the Right Words – 4:07
13. Re-Birth – 2:50
14. How Can I Live (Spanish Version) – 3:10

## Formazione
- Cristian Machado - voce
- Ahrue Luster - chitarra
- Jardel Paisante - chitarra
- Lazaro Pina - basso
- Dave Chavarri - batteria
- Danny Couto - percussioni